# مقاطعة كورتلاند (نيويورك)
مقاطعة كورتلاند (بالإنجليزية: Cortland County)‏ هي إحدى المقاطعات في ولاية نيويورك في الولايات المتحدة الأمريكية.

## أعلام
- جون جي. الكسندر
- تشارلز نيلسون كلارك
- إيرا لويد ليتس